# Szánija Mirza
Szánija Mirza (सानिया मिर्ज़ा;) (Mumbai, 1986. november 15.–) korábbi páros világelső, párosban és vegyes párosban három-háromszoros Grand Slam-tornagyőztes, kétszeres WTA Finals győztes, junior wimbledoni győztes, indiai hivatásos teniszező, olimpikon.
Minden idők legeredményesebb indiai teniszezőnője, a világ egyik legsikeresebb páros játékosa. 2003–2023 közötti karrierje során 1 egyéni és 43 páros WTA tornát nyert meg, emellett 14 egyéni és 4 páros ITF-tornagyőzelmet szerzett. 2012 óta csak párosban versenyzett.
Juniorként 2003-ban Wimbledonban megnyerte a lány párosok versenyét. A felnőttek között a Grand Slam-tornákon 2016. júniusig összesen hat Grand Slam-tornagyőzelmet szerzett. 2015-ben női párosban győzött Wimbledonban és a US Openen, 2016-ban az Australian Openen, mindannyiszor Martina Hingis partnereként. Ezek mellett 2011-ben Jelena Vesznyina partnereként döntős volt a Roland Garroson. Vegyes párosban a 2009-es Australian Openen és a 2012-es Roland Garroson Mahes Bhúpati, a 2014-es US Openen Bruno Soares partnereként szerezte meg a trófeát. 2014-ben Cara Black, és 2015-ben Martina Hingis partnereként győzött az év végi világbajnokságnak nevezett WTA Finals tornán.
Legjobb világranglista-helyezése egyéniben a 2007. augusztus 27-én elért 27. helyezés, párosban 2015. április 13-án került az első helyre, és folyamatosan, 2017. január 8-ig, összesen 91 héten keresztül őrizte azt.
Hazája iszlám közösségétől több támadás érte, melyek szerint öltözködése nem megfelelő egy muzulmán nőnek, és "megrontja az ifjúságot". Hazájában játszott meccsei előtt a játék megzavarására vonatkozó fenyegetéseket is kapott. Mindezek ahhoz vezettek, hogy Mirza 2008. február 4-e után nem lépett többet hazájában pályára.
Férje Shoaib Malik pakisztáni krikettjátékos. 2018. áprilisban jelentették be, hogy októberre várják első gyereküket. Október 30-án bejelentette, hogy megszületett első gyermekük. A hivatásos teniszbe való visszatérését a 2020-as olimpiára tervezte.
2020-ban már januárban visszatért a profi teniszhez, Hobartban, majd az Australian Openen indult. Hobartban Nagyija Kicsenok partnereként győzelemmel mutatkozott be, és a tornát is megnyerték.
2023-ban az Australian Openen vegyes párosban döntőt játszott, majd bejelentette, hogy a Dubajban rendezett torna után visszavonul a profi tenisztől.

### Junior Grand Slam döntői

#### Páros

##### Győzelmek (1)
| Év   | Bajnokság | Borítás | Partner           | Ellenfél                            | Eredmény      |
| ---- | --------- | ------- | ----------------- | ----------------------------------- | ------------- |
| 2003 | Wimbledon | Fű      | Alisza Klejbanova | Kateřina Böhmová Michaëlla Krajicek | 2–6, 6–3, 6–2 |

## Grand Slam döntői

### Páros

#### Győzelmei (3)
| Év   | Torna           | Borítás | Partner        | Ellenfelek a döntőben                 | Eredmény a döntőben |
| 2015 | Wimbledon       | Fű      | Martina Hingis | Jekatyerina Makarova Jelena Vesznyina | 5–7, 7–6(4), 7–5    |
| 2015 | US Open         | Kemény  | Martina Hingis | Casey Dellacqua Jaroszlava Svedova    | 6–3, 6–3            |
| 2016 | Australian Open | Kemény  | Martina Hingis | Andrea Hlaváčková Lucie Hradecká      | 7–6(1), 6–3         |

#### Elveszített döntői (1)
| Év   | Torna         | Borítás | Partner          | Ellenfelek a döntőben            | Eredmény a döntőben |
| 2011 | Roland Garros | Salak   | Jelena Vesznyina | Andrea Hlaváčková Lucie Hradecká | 4–6, 3–6            |

### Vegyes páros

#### Győzelmei (3)
| Év   | Torna           | Borítás | Partner       | Ellenfelek a döntőben                  | Eredmény a döntőben |
| 2009 | Australian Open | Kemény  | Mahes Bhúpati | Nathalie Dechy Andi Rám                | 6–3, 6–1            |
| 2012 | Roland Garros   | Salak   | Mahes Bhúpati | Klaudia Jans-Ignacik Santiago González | 7–6(3), 6–1         |
| 2014 | US Open         | Kemény  | Bruno Soares  | Abigail Spears Santiago González       | 6–1, 2–6, [11–9]    |

#### Elveszített döntői (5)
| Év   | Torna           | Borítás | Partner       | Ellenfelek a döntőben               | Eredmény a döntőben |
| 2008 | Australian Open | Kemény  | Mahes Bhúpati | Szun Tien-tien Nenad Zimonjić       | 6–7(4), 4–6         |
| 2014 | Australian Open | Kemény  | Horia Tecău   | Kristina Mladenovic Daniel Nestor   | 2–6, 3–6            |
| 2016 | Roland Garros   | Salak   | Ivan Dodig    | Martina Hingis Lijendar Pedzs       | 6–4, 4–6, [8–10]    |
| 2017 | Australian Open | Kemény  | Ivan Dodig    | Abigail Spears Juan Sebastián Cabal | 2–6, 4–6            |
| 2023 | Australian Open | Kemény  | Róhan Bópanna | Luisa Stefani Rafael Matos          | 6–7(2), 2–6         |

## WTA-döntői

### Egyéni

#### Győzelmei (1)
| Összesítés           |                        |
| Grand Slam-torna (0) |                        |
| Tier I (0)           | Premier Mandatory* (0) |
| Tier II (0)          | Premier Five* (0)      |
| Tier III (0)         | Premier* (0)           |
| Tier IV (1)          | International* (0)     |
| Tier V (0)           | Challenger* (0)        |

* 2009-től megváltozott a tornák rendszere. Challenger tornákat 2012-től rendeznek.
 Az egymás mellett azonos színnel jelölt tornatípusok között nincs teljes mértékű megfelelés.
| No. | Dátum             | Helyszín                         | Borítás | Ellenfél a döntőben | Eredmény a döntőben |
| 1.  | 2005. február 12. | Hyderabad Open, Hyderabad, India | Hard    | Aljona Bondarenko   | 6–4, 5–7, 6–3       |

#### Elvesztett döntői (3)
| No. | Dátum               | Helyszín                            | Borítás | Ellenfél a döntőben | Eredmény a döntőben |
| 1.  | 2005. augusztus 27. | Forest Hill, Egyesült Államok       | Kemény  | Lucie Šafářová      | 3-6, 7-5, 6-4       |
| 2.  | 2007. július 29.    | Stanford, Egyesült Államok          | Kemény  | Anna Csakvetadze    | 6-3, 6-2            |
| 3.  | 2009. február 15.   | PTT Pattaya Open, Pattaja, Thaiföld | Kemény  | Vera Zvonarjova     | 5–7, 1–6            |

### Páros

#### Győzelmei (43)
| Összesítés           |                        |                                |
| Grand Slam-torna (3) |                        |                                |
| Tier I (0)           | Premier Mandatory* (5) | WTA 1000 (mandatory)** (0)     |
| Tier II (2)          | Premier Five* (4)      | WTA 1000 (non-mandatory)** (0) |
| Tier III (3)         | Premier* (14)          | WTA 500** (1)                  |
| Tier IV (2)          | International* (7)     | WTA 250** (0)                  |
| Tier V (0)           | Challenger* (0)        |                                |
| WTA Finals (2)       |                        |                                |

- * 2009-től megváltozott a tornák rendszere. Az egymás mellett azonos színnel jelölt tornatípusok között nincs teljes mértékű megfelelés.
- **2021-től megváltozott a tornák kategóriáinak elnevezése.

| No. | Dátum                | Helyszín                                                              | Borítás      | Partner               | Ellenfelei a döntőben                      | Eredmény a döntőben    |
| 1.  | 2004. február 22.    | Haidarábád, India                                                     | Kemény       | Liezel Huber          | Li Ting Szun Tien-tien                     | 7–6, 6–4               |
| 2.  | 2006. február 19.    | Bengaluru, India                                                      | Kemény       | Liezel Huber          | Anasztaszija Rogyionova Jelena Vesznyina   | 6–3, 6–3               |
| 3.  | 2006. szeptember 24. | Kalkutta, India                                                       | Szőnyeg      | Liezel Huber          | Julija Bejhelzimer Juliana Fedak           | 6–4, 6–0               |
| 4.  | 2007. május 14.      | Fez, Marokkó                                                          | Salak        | Vania King            | Andreea Vanc Anasztaszija Rogyionova       | 6–1, 6–2               |
| 5.  | 2007. július 22.     | Cincinnati, Egyesült Államok                                          | Kemény       | Bethanie Mattek       | Alina Zsidkova Taccjana Pucsak             | 7–6(4), 7–5            |
| 6.  | 2007, július 29.     | Stanford, Egyesült Államok                                            | Kemény       | Sahar Peér            | Viktorija Azaranka Anna Csakvetadze        | 6–4, 7–6(5)            |
| 7.  | 2007. augusztus 27.  | New Haven, Egyesült Államok                                           | Kemény       | Mara Santangelo       | Cara Black Liezel Huber                    | 6–1, 6–2               |
| 8.  | 2009. április 12.    | MPS Group Championships, Ponte Vedra Beach, Amerikai Egyesült Államok | Salak        | Csuang Csia-zsung     | Květa Peschke Lisa Raymond                 | 6–3, 4–6, [10–7]       |
| 9.  | 2010. szeptember 19. | Guangzhou International Women’s Open, Kanton, Kína                    | Kemény       | Gallovits Edina       | Han Hszin-jün Liu Van-ting                 | 7–5, 6–3               |
| 10. | 2011. március 19.    | Indian Wells Masters, Indian Wells, Amerikai Egyesült Államok         | Kemény       | Jelena Vesznyina      | Bethanie Mattek-Sands Meghann Shaughnessy  | 6–0, 7–5               |
| 11. | 2011. április 10.    | Family Circle Cup, Charleston, Amerikai Egyesült Államok              | Salak (zöld) | Jelena Vesznyina      | Bethanie Mattek-Sands Meghann Shaughnessy  | 6–4, 6–4               |
| 12. | 2011. július 31.     | Citi Open, Washington, D.C., Amerikai Egyesült Államok                | Kemény       | Jaroszlava Svedova    | Volha Havarcova Alla Kudrjavceva           | 6–3, 6–3               |
| 13. | 2012. február 12.    | PTT Pattaya Open, Pattaja, Thaiföld                                   | Kemény       | Anastasia Rodionova   | Csan Hao-csing Csan Jung-zsan              | 3–6, 6–1, [10–8]       |
| 14. | 2012. május 26.      | Brussels Open, Brüsszel, Belgium                                      | Salak        | Bethanie Mattek-Sands | Alicja Rosolska Cseng Csie                 | 6–3, 6–2               |
| 15. | 2013. január 5.      | Brisbane International, Brisbane, Ausztrália                          | Kemény       | Bethanie Mattek-Sands | Anna-Lena Grönefeld Květa Peschke          | 4–6, 6–4, [10–7]       |
| 16. | 2013. február 23.    | Dubai Tennis Championships, Dubaj, Egyesült Arab Emírségek            | Kemény       | Bethanie Mattek-Sands | Nagyja Petrova Katarina Srebotnik          | 6–4, 2–6, [10–7]       |
| 17. | 2013. augusztus 24.  | New Haven Open, New Haven, Amerikai Egyesült Államok                  | Kemény       | Cseng Csie            | Anabel Medina Garrigues Katarina Srebotnik | 6–3, 6–4               |
| 18. | 2013. szeptember 28. | Toray Pan Pacific Open, Tokió, Japán                                  | Kemény       | Cara Black            | Csan Hao-csing Liezel Huber                | 4–6, 6–0, [11–9]       |
| 19. | 2013. október 5.     | China Open, Peking, Kína                                              | Kemény       | Cara Black            | Vera Dusevina Arantxa Parra Santonja       | 6–2, 6–2               |
| 20. | 2014. május 3.       | Portugal Open, Oeiras, Portugália                                     | Salak        | Cara Black            | Eva Hrdinová Valerija Szolovjeva           | 6–4, 6–3               |
| 21. | 2014. szeptember 20. | Toray Pan Pacific Open, Tokió, Japán                                  | Kemény       | Cara Black            | Garbiñe Muguruza Carla Suárez Navarro      | 6–2, 7–5               |
| 22. | 2014. október 26.    | WTA Finals, Singapore, Szingapúr                                      | Kemény (f)   | Cara Black            | Hszie Su-vej Peng Suaj                     | 6–1, 6–0               |
| 23. | 2015. január 16.     | Apia International Sydney, Sydney, Ausztrália                         | Kemény       | Bethanie Mattek-Sands | Abigail Spears Raquel Kops-Jones           | 6–3, 6–3               |
| 24. | 2015. március 21.    | Indian Wells Masters, Indian Wells, Amerikai Egyesült Államok         | Kemény       | Martina Hingis        | Jektyerina Makarova Jelena Vesznyina       | 6–3, 6–4               |
| 25. | 2015. április 5.     | Miami Open, Miami, Amerikai Egyesült Államok                          | Kemény       | Martina Hingis        | Jektyerina Makarova Jelena Vesznyina       | 7–5, 6–1               |
| 26. | 2015. április 12.    | Family Circle Cup, Charleston, Amerikai Egyesült Államok              | Salak (zöld) | Martina Hingis        | Casey Dellacqua Darija Jurak               | 6–0, 6–4               |
| 27. | 2015. július 11.     | Wimbledon, London, Nagy-Britannia                                     | Fű           | Martina Hingis        | Jektyerina Makarova Jelena Vesznyina       | 5–7, 7–6(4), 7–5       |
| 28. | 2015. szeptember 13. | US Open, New York, Amerikai Egyesült Államok                          | Kemény       | Martina Hingis        | Casey Dellacqua Jaroszlava Svedova         | 6–3, 6–3               |
| 29. | 2015. szeptember 26. | Guangzhou International Women’s Open, Kanton, Kína                    | Kemény       | Martina Hingis        | Hszü Si-lin Ju Hsziao-ti                   | 6–3, 6–1               |
| 30. | 2015. október 3.     | Wuhan Open, Vuhan, Kína                                               | Kemény       | Martina Hingis        | Irina-Camelia Begu Monica Niculescu        | 6–2, 6–3               |
| 31. | 10 October 2015      | China Open, Peking, Kína                                              | Kemény       | Martina Hingis        | Csan Jung-zsan Csan Hao-csing              | 6–7(9–11), 6–1, [10–8] |
| 32. | 2015. november 1.    | WTA Finals, Singapore, Szingapúr                                      | Kemény (f)   | Martina Hingis        | Garbiñe Muguruza Carla Suárez Navarro      | 6–0, 6–3               |
| 33. | 2016. január 9.      | Brisbane International, Brisbane, Ausztrália                          | Kemény       | Martina Hingis        | Angelique Kerber Andrea Petković           | 7–5, 6–1               |
| 34. | 2016. január 15.     | Apia International Sydney, Sydney, Ausztrália                         | Kemény       | Martina Hingis        | Caroline Garcia Kristina Mladenovic        | 1–6, 7–5, [10–5]       |
| 35. | 2016. január 29.     | Australian Open, Melbourne, Ausztrália                                | Kemény       | Martina Hingis        | Andrea Hlaváčková Lucie Hradecká           | 7–6(1), 6–3            |
| 36. | 14 February 2016     | Ladies Neva Cup, Szentpétervár, Oroszország                           | Kemény (f)   | Martina Hingis        | Vera Dusevina Barbora Krejčíková           | 6–3, 6–1               |
| 37. | 15 May 2016          | Rome Masters, Róma, Olaszország                                       | Salak        | Martina Hingis        | Jektyerina Makarova Jelena Vesznyina       | 6–1, 6–7(5), [10–3]    |
| 38. | 2016. augusztus 21.  | Cincinnati Masters, Cincinnati, Egyesült Államok                      | Kemény       | Barbora Strýcová      | Martina Hingis Coco Vandeweghe             | 7–5, 6–4               |
| 39. | 2016. augusztus 27.  | Connecticut Open, New Haven, Egyesült Államok                         | Kemény       | Monica Niculescu      | Katerina Bondarenko Csuang Csia-zsung      | 7–5, 6–4               |
| 40. | 2016. szeptember 24. | Toray Pan Pacific Open, Tokió, Japán                                  | Kemény       | Barbora Strýcová      | Liang Csen Jang Csao-hszüan                | 6–1, 6–1               |
| 41. | 2017. január 7.      | Brisbane International, Brisbane, Ausztrália                          | Kemény       | Bethanie Mattek-Sands | Jekatyerina Makarova Jelena Vesznyina      | 6–2, 6–3               |
| 42. | 2020. január 18.     | Moorilla Hobart International, Hobart, Ausztrália                     | Kemény       | Nagyija Kicsenok      | Peng Suaj Csang Suaj                       | 6–4, 6–4               |
| 43. | 2021. szeptember 26. | Ostrava Open, Ostrava, Csehország                                     | Kemény (f)   | Csang Suaj            | Kaitlyn Christian Erin Routliffe           | 6–3, 6–2               |

#### Elvesztett döntői (23)
| No. | Dátum               | Helyszín                                                      | Borítás      | Partner                | Ellenfél a döntőben                     | Eredmény a döntőben |  |
| 1.  | 2006. április 9.    | Amelia Island, Egyesült Államok                               | Salak        | Liezel Huber           | Katarina Srebotnik Aszagoe Sinobu       | 6-2, 6-4            |  |
| 2.  | 2006. május 27.     | Isztambul, Törökország                                        | Salak        | Alicia Molik           | Nasztasszja Jakimava Aljona Bondarenko  | 6-2, 6-4            |  |
| 3.  | 2006. július 23.    | Cincinnati, Egyesült Államok                                  | Kemény       | Marta Domachowska      | Gisela Dulko Maria Elena Camerin        | 6-4, 3-6, 6-2       |  |
| 4.  | 2007. május 26.     | Isztambul, Törökország                                        | Salak        | Csan Jung-zsan         | Urszula Radwańska Agnieszka Radwańska   | 6-1, 6-3            |  |
| 5.  | 2011. június 3.     | Roland Garros, Párizs, Franciaország                          | Salak        | Jelena Vesznyina       | Andrea Hlaváčková Lucie Hradecká        | 4–6, 3–6            |  |
| 6.  | 2012. február 25.   | Dubai Tennis Championships, Dubaj, Egyesült Arab Emírségek    | Kemény       | Jelena Vesznyina       | Liezel Huber Lisa Raymond               | 2–6, 1–6            |  |
| 7.  | 2012. március 17.   | Indian Wells Masters, Indian Wells, Amerikai Egyesült Államok | Kemény       | Jelena Vesznyina       | Liezel Huber Lisa Raymond               | 2–6, 3–6            |  |
| 8.  | 2012. október 6.    | China Open, Peking, Kína                                      | Kemény       | Nuria Llagostera Vives | Jekatyerina Makarova Jelena Vesznyina   | 5–7, 5–7            |  |
| 9.  | 2013. április 28.   | Porsche Tennis Grand Prix, Stuttgart, Németország             | Salak (f)    | Bethanie Mattek-Sands  | Mona Barthel Sabine Lisicki             | 4–6, 5–7            |  |
| 10. | 2014. március 16.   | Indian Wells Masters, Indian Wells, Amerikai Egyesült Államok | Kemény       | Cara Black             | Hszie Su-vej Peng Suaj                  | 6–7(5), 2–6         |  |
| 11. | 2014. április 27.   | Porsche Tennis Grand Prix, Stuttgart, Németország             | Salak        | Cara Black             | Sara Errani Roberta Vinci               | 2–6, 3–6            |  |
| 12. | 2014. augusztus 10. | Rogers Cup, Montreal, Kanada                                  | Kemény       | Cara Black             | Sara Errani Roberta Vinci               | 6–7(4), 3–6         |  |
| 13. | 2014- október 4.    | China Open, Peking, Kína                                      | Kemény       | Cara Black             | Andrea Hlaváčková Peng Suaj             | 4–6, 4–6            |  |
| 14. | 2015. február 28.   | Qatar Total Open, Doha, Katar                                 | Kemény       | Hszie Su-vej           | Abigail Spears Raquel Kops-Jones        | 4–6, 4–6            |  |
| 15. | 2015. május 17.     | Internazionali BNL d'Italia, Róma, Olaszország                | Salak        | Martina Hingis         | Babos Tímea Kristina Mladenovic         | 4–6, 3–6            |  |
| 16. | 2016- április 24.   | Porsche Tennis Grand Prix, Stuttgart, Németország             | Salak (f)    | Martina Hingis         | Caroline Garcia Kristina Mladenovic     | 6–2, 1–6, [6–10]    |  |
| 17. | 2016. május 7.      | Madrid Open, Madrid, Spanyolország                            | Salak        | Martina Hingis         | Caroline Garcia Kristina Mladenovic     | 4–6, 4–6            |  |
| 18. | 2016. október 1.    | Wuhan Open, Vuhan, Kína                                       | Kemény       | Barbora Strýcová       | Bethanie Mattek-Sands Lucie Šafářová    | 1–6, 4–6            |  |
| 19. | 2017. január 13.    | Apia International Sydney, Sydney, Ausztrália                 | Kemény       | Barbora Strýcová       | Babos Tímea Anasztaszija Pavljucsenkova | 4–6, 4–6            |  |
| 20. | 2017. április 2.    | Miami Open, Miami, Amerikai Egyesült Államok                  | Kemény       | Barbora Strýcová       | Gabriela Dabrowski Hszü Ji-fan          | 4–6, 3–6            |  |
| 21. | 2021. augusztus 28. | Cleveland Championships, Cleveland, Amerikai Egyesült Államok | Kemény       | Christina McHale       | Aojama Súko Sibahara Ena                | 5–7, 3–6            |  |
| 22. | 2022. április 10.   | WTA Charleston, Charleston, Amerikai Egyesült Államok         | Salak (zöld) | Lucie Hradecká         | Andreja Klepač Magda Linette            | 2–6, 6–4, [7–10]    |  |
| 23. | 2022. május 21.     | Internationaux de Strasbourg, Strasbourg                      | Salak        | Lucie Hradecká         | Nicole Melichar-Martinez Daria Saville  | 7–5, 5–7, [6–10]    |  |

## Eredményei Grand Slam-tornákon

### Egyéniben
| Grand Slam | Australian Open | Australian Open    | Roland Garros | Roland Garros       | Wimbledon | Wimbledon            | US Open  | US Open             |
| Év         | Eredmény        | Utolsó ellenfél    | Eredmény      | Utolsó ellenfél     | Eredmény  | Utolsó ellenfél      | Eredmény | Utolsó ellenfél     |
| 2005       | 3. kör          | Serena Williams    | 1. kör        | Gisela Dulko        | 2. kör    | Szvetlana Kuznyecova | 4. kör   | Marija Sarapova     |
| 2006       | 2. kör          | Michaëlla Krajicek | 1. kör        | A. Miskina          | 1. kör    | J. Gyementyjeva      | 2. kör   | Francesca Schiavone |
| 2007       | 2. kör          | Nakamura Aiko      | 2. kör        | Ana Ivanović        | 2. kör    | Nagyja Petrova       | 3. kör   | Anna Csakvetadze    |
| 2008       | 3. kör          | Venus Williams     | –             | –                   | 2. kör    | MJ Martínez Sánchez  | –        | –                   |
| 2009       | 2. kör          | Nagyja Petrova     | 1. kör        | Galina Voszkobojeva | 2. kör    | Sorana Cîrstea       | 2. kör   | Flavia Pennetta     |
| 2010       | 1. kör          | Aravane Rezaï      | –             | –                   | 1. kör    | Angelique Kerber     | 2. kör   | A Pavljucsenkova    |
| 2011       | 1. kör          | Justine Henin      | 2. kör        | Agnieszka Radwańska | 1. kör    | Virginie Razzano     | 1. kör   | Sahar Peér          |
| 2012       | 1. kör          | Cvetana Pironkova  | –             | –                   | –         | –                    | –        | –                   |

### Párosban
| Grand Slam | Australian Open           | Australian Open                        | Roland Garros              | Roland Garros                         | Wimbledon                   | Wimbledon                        | US Open                      | US Open                             |
| Év         | Eredmény Partner          | Utolsó ellenfél                        | Eredmény Partner           | Utolsó ellenfél                       | Eredmény Partner            | Utolsó ellenfél                  | Eredmény Partner             | Utolsó ellenfél                     |
| 2005       | –                         | –                                      | 2. kör A Csakvetadze       | Jen Ce Cseng Csie                     | 1. kör A Csakvetadze        | A. Zsidkova T Perebijnyisz       | 1. kör Bryanne Stewart       | Émilie Loit Nicole Pratt            |
| 2006       | 1. kör Corina Morariu     | Sz Kuznyecova Amélie Mauresmo          | 3. kör Janette Husárová    | Eléni Danjilídu A Medina Garrigues    | 2. kör Michaëlla Krajicek   | J Gyementyjeva Flavia Pennetta   | 3. kör Liezel Huber          | Květa Peschke F Schiavone           |
| 2007       | 3. kör A Medina Garrigues | Daniela Hantuchová Szugijama Ai        | 1. kör Eva Birnerová       | Lisa Raymond Samantha Stosur          | 3. kör Sahar Peér           | Lisa Raymond Samantha Stosur     | Negyeddöntő Bethanie Mattek  | Csan Jung-zsan Csuang Csia-zsung    |
| 2008       | 3. kör Alicia Molik       | V Azaranka Sahar Peér                  | –                          | –                                     | Negyeddöntő Bethanie Mattek | Serena Williams Venus Williams   | –                            | –                                   |
| 2009       | 1. kör Vania King         | Vera Dusevina Olha Szavcsuk            | 2. kör Csuang Csia-zsung   | Agnieszka Radwańska Urszula Radwańska | 2. kör Csuang Csia-zsung    | A Kudrjavceva Monica Niculescu   | 2. kör F Schiavone           | Gisela Dulko Sahar Peér             |
| 2010       | 3. kör V Ruano Pascual    | A Klejbanova Francesca Schiavone       | –                          | –                                     | 2. kör Caroline Wozniacki   | Cara Black Daniela Hantuchová    | 1. kör Vera Dusevina         | A. Klejbanova J Makarova            |
| 2011       | 1. kör Renata Voráčová    | Gisela Dulko Flavia Penetta            | Döntő J. Vesznyina         | Andrea Hlaváčková Lucie Hradecká      | Elődöntő J. Vesznyina       | Květa Peschke Katarina Srebotnik | 3. kör J. Vesznyina          | Iveta Benešová B Záhlavová-Strýcová |
| 2012       | Elődöntő J. Vesznyina     | Sz Kuznyecova V Zvonarjova             | 1. kör B Mattek-Sands      | Ny Bratcsikova Gallovits-Hall Edina   | 3. kör B Mattek-Sands       | Serena Williams Venus Williams   | 3. kör B Mattek-Sands        | Sara Errani Roberta Vinci           |
| 2013       | 1. kör B Mattek-Sands     | S Soler Espinosa C Suárez Navarro      | 3. kör B Mattek-Sands      | A Pavljucsenkova Lucie Šafářová       | 3. kör Liezel Huber         | Aojama Suko Chanelle Scheepers   | Elődöntő Cseng Csie          | Ashleigh Barty Casey Dellacqua      |
| 2014       | Negyeddöntő Cara Black    | Sara Errani Roberta Vinci              | Negyeddöntő Cara Black     | Hszie Su-vej Peng Suaj                | 2. kör Cara Black           | Martina Hingis V Zvonarjova      | Elődöntő Cara Black          | Martina Hingis Flavia Pennetta      |
| 2015       | 2. kör Hszie Su-vej       | Gabriela Dabrowski Alicja Rosolska     | Negyeddöntő Martina Hingis | B Mattek-Sands Lucie Šafářová         | Győzelem Martina Hingis     | J Makarova J. Vesznyina          | Győzelem Martina Hingis      | Casey Dellacqua J Svedova           |
| 2016       | Győzelem Martina Hingis   | Andrea Hlaváčková Lucie Hradecká       | 3. kör Martina Hingis      | Barbora Krejčíková Kateřina Siniaková | Negyeddöntő Martina Hingis  | Babos Tímea J Svedova            | Negyeddöntő Barbora Strýcová | Caroline Garcia Kristina Mladenovic |
| 2017       | 3. kör Barbora Strýcová   | Hozumi Eri Kato Miju                   | 1. kör J Svedova           | Daria Gavrilova A Pavljucsenkova      | 3. kör Kirsten Flipkens     | Csan Jung-zsan Martina Hingis    | Elődöntő Peng Suaj           | Csan Jung-zsan Martina Hingis       |
| 2018–2019  | –                         | –                                      | –                          | –                                     | –                           | –                                | –                            | –                                   |
| 2020       | 1. kör Nagyija Kicsenok   | Han Hszin-jün Csu Lin                  | –                          | –                                     | elmaradt                    | elmaradt                         | –                            | –                                   |
| 2021       | –                         | –                                      | –                          | –                                     | 2. kör B Mattek-Sands       | V Kugyermetova Jelena Vesznyina  | 1. kör Coco Vandeweghe       | Nagyija Kicsenok Raluca Olaru       |
| 2022       | 1. kör Nagyija Kicsenok   | Kaja Juvan Tamara Zidanšek             | 3. kör Lucie Hradecká      | Cori Gauff Jessica Pegula             | 1. kör Lucie Hradecká       | Magdalena Fręch B Haddad Maia    | –                            | –                                   |
| 2023       | 2. kör Anna Danilina      | Anhelina Kalinyina Alison Van Uytvanck | –                          | –                                     | –                           | –                                | –                            | –                                   |

### Vegyes párosban
| Grand Slam | Australian Open        | Australian Open                  | Roland Garros           | Roland Garros                          | Wimbledon                 | Wimbledon                        | US Open                   | US Open                           |
| Év         | Eredmény Partner       | Utolsó ellenfél                  | Eredmény Partner        | Utolsó ellenfél                        | Eredmény Partner          | Utolsó ellenfél                  | Eredmény Partner          | Utolsó ellenfél                   |
| 2005       | –                      | –                                | –                       | –                                      | 2. kör Simon Aspelin      | Leoš Friedl Janette Husárová     | –                         | –                                 |
| 2006       | 1. kör Stephen Huss    | Bob Bryan V Zvonarjova           | 1. kör Paul Hanley      | Bob Bryan Martina Navratilová          | 3. kör Pavel Vízner       | J Lihovceva Daniel Nestor        | 1. kör Pavel Vízner       | Katarina Srebotnik Nenad Zimonjić |
| 2007       | 1. kör Fabrice Santoro | Mark Knowles Rennae Stubbs       | 2. kör Fabrice Santoro  | Nenad Zimonjić Katarina Srebotnik      | 2. kör Mahes Bhúpati      | Cara Black Marcin Matkowski      | Negyeddöntő Mahes Bhúpati | V Azaranka Max Mirni              |
| 2008       | Döntő Mahes Bhúpati    | Szun Tien-tien Nenad Zimonjić    | –                       | –                                      | 2. kör Mahes Bhúpati      | M Kirilenko I Andrejev           | –                         | –                                 |
| 2009       | Győzelem Mahes Bhúpati | Natalie Dechy Andi Rám           | 1. kör Mahes Bhúpati    | Natalie Dechy Andi Rám                 | 3. kör Mahes Bhúpati      | Cara Black Lijendar Pedzs        | 2. kör Daniel Nestor      | Carly Gullickson Travis Parrott   |
| 2010       | –                      | –                                | –                       | –                                      | –                         | –                                | –                         | –                                 |
| 2011       | –                      | –                                | 1. kör Rohan Bopanna    | Csuang Csia-zsung Marcin Matkowski     | Negyeddöntő Rohan Bopanna | Hszie Su-vej Paul Hanley         | 1. kör Mahes Bhúpati      | Lucie Hradecká František Čermák   |
| 2012       | Elődöntő Mahes Bhúpati | B Mattek-Sands Horia Tecău       | Győzelem Mahes Bhúpati  | Klaudia Jans-Ignacik Santiago González | 2. kör Mahes Bhúpati      | A Kudrjavceva Paul Hanley        | Negyeddöntő Colin Fleming | Květa Peschke Marcin Matkowski    |
| 2013       | Negyeddöntő Bob Bryan  | Lucie Hradecká František Čermák  | 1. kör Robert Lindstedt | Cara Black Aisam-ul-Haq Qureshi        | Negyeddöntő Horia Tecău   | Kristina Mladenovic Dniel Nestor | 1. kör Horia Tecău        | Liezel Huber Marcelo Melo         |
| 2014       | Döntő Horia Tecău      | Kristina Mladenovic Dniel Nestor | 2. kör Horia Tecău      | Babos Tímea Eric Butorac               | 3. kör Horia Tecău        | Casey Dellacqua Jamie Murray     | Győzelem Bruno Soares     | Abigail Spears Santiago González  |
| 2015       | Elődöntő Bruno Soares  | Kristina Mladnovic Daniel Nestor | 1. kör Bruno Soares     | AL Grönefeld J-J Rojer                 | Negyeddöntő Bruno Soares  | Babos Tímea Alexander Peya       | 1. kör Bruno Soares       | Andrea Hlaváčková Łukasz Kubot    |
| 2016       | Elődöntő Ivan Dodig    | J Vesznyina Bruno Soares         | Döntő Ivan Dodig        | Martina Hingis Lijendar Pedzs          | 2. kör Ivan Dodig         | Neal Skupski Anna Smith          | 2. kör Ivan Dodig         | Barbora Krejčíková Marin Draganja |
| 2017       | Döntő Ivan Dodig       | Abigail Spears J Sebastian Cabal | Negyeddöntő Ivan Dodig  | Gabriela Dabrowski Róhan Bópanna       | 3. kör Ivan Dodig         | Henri Kontinen Heather Watson    | 1. kör Ivan Dodig         | Jeļena Ostapenko Fabrice Martin   |
| 2018–2020  | –                      | –                                | –                       | –                                      | –                         | –                                | –                         | –                                 |
| 2021       | –                      | –                                | –                       | –                                      | 3. kör Róhan Bópanna      | J-J Rojer Andreja Klepač         | 1. kör Rajeev Ram         | Dajana Jasztremszka Max Purcell   |
| 2022       | Negyeddöntő Rajeev Ram | Jaimee Fourlis Jason Kubler      | 2. kör Ivan Dodig       | B Haddad Maia Bruno Soares             | Elődöntő Mate Pavić       | Neal Skupski Desirae Krawczyk    | –                         | –                                 |
| 2023       | Döntő Róhan Bópanna    | Luisa Stefani Rafael Matos       | –                       | –                                      | –                         | –                                | –                         | –                                 |

## Év végi világranglista-helyezései
| Év     | 2001 | 2002 | 2003 | 2004 | 2005 | 2006 | 2007 | 2008 | 2009 | 2010 | 2011 | 2012 | 2013 | 2014 | 2015 | 2016 | 2017 | 2018 | 2019 | 2020 | 2021 | 2022 |
| Egyéni | 990. | 837. | 399. | 206. | 31.  | 66.  | 32.  | 99.  | 58.  | 53.  | 166. | 88.  | 280. | –    | –    | –    | –    | –    | –    | –    | –    | –    |
| Páros  | –    | 955. | 346. | 178. | 111. | 24.  | 18.  | 61.  | 37.  | 61.  | 11.  | 12.  | 9.   | 6.   | 1.   | 1.   | 12.  | –    | –    | 237. | 62.  | 24.  |